# Granulární buňka

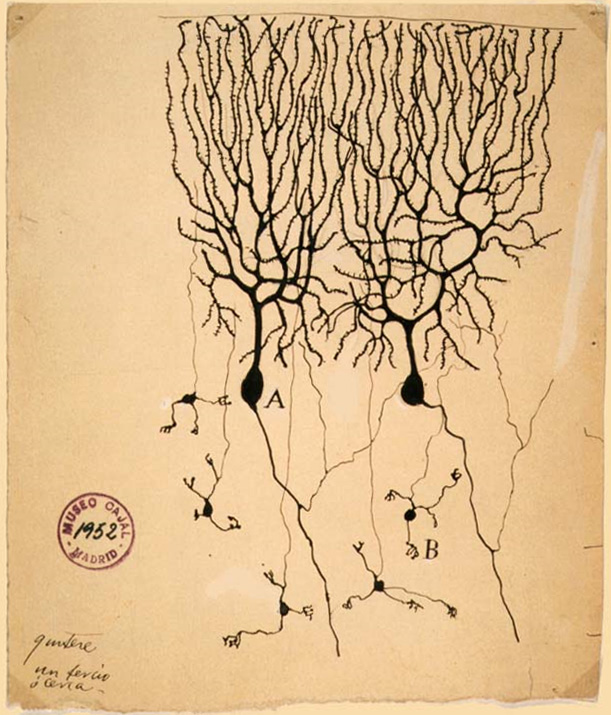
Purkyňovy a granulární buňky

Granulární buňka je široký pojem pro velikostně malé neurony. Tyto v mozku početně největší typy neuronů tvoří granulární vrstvy.